# Veselin Vujović

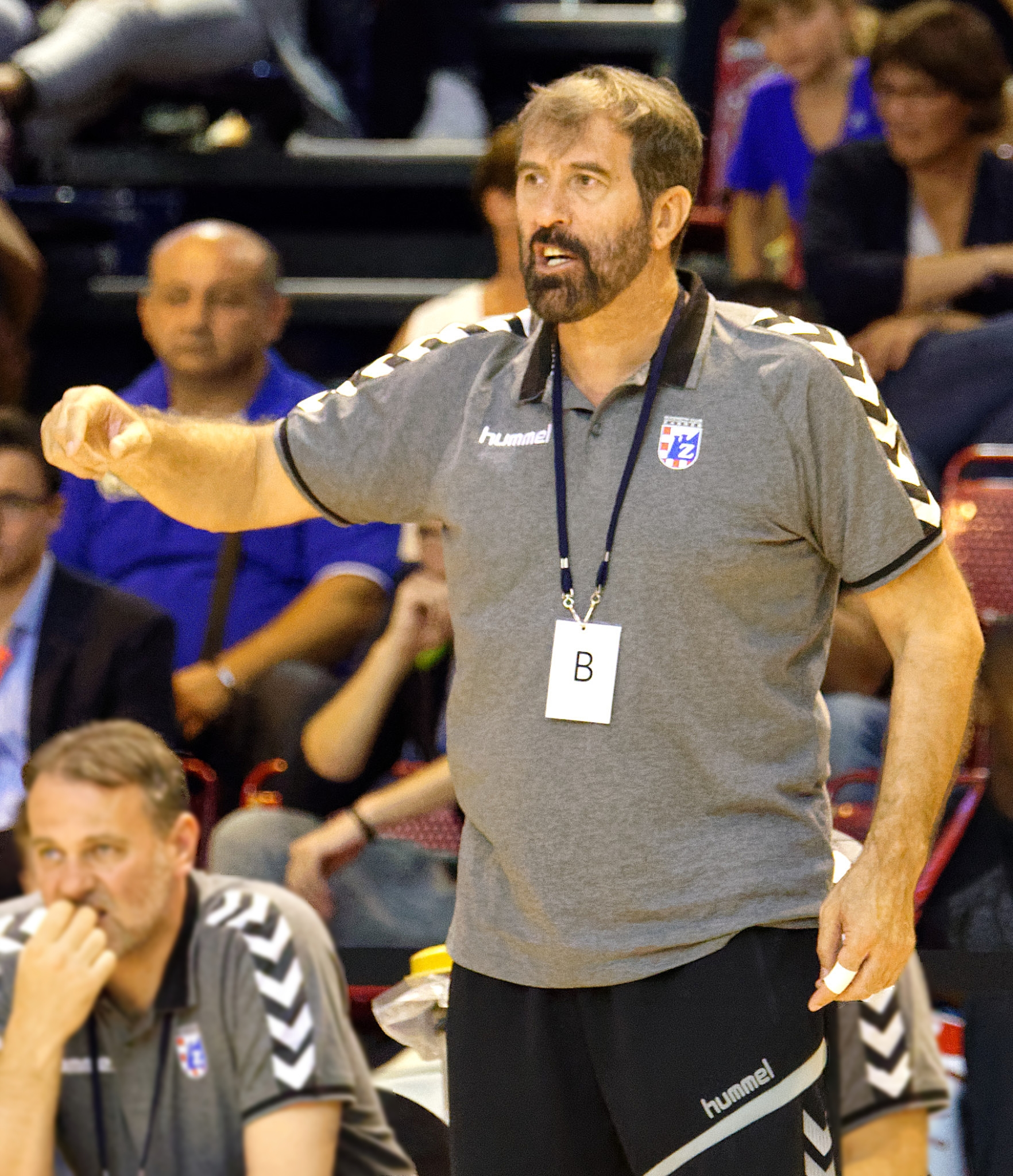
Veselin Vujović in 2016

Veselin ("Vuja") Vujović (Servisch: Веселин Вујовић) (Cetinje, 18 januari 1961) is een voormalig Montenegrijns handballer en huidig handbalcoach in Qatar. Hij naam tweemaal deel aan de Olympische Spelen, waar hij de Joegoslavische handbalploeg vertegenwoordigde. Vujović speelde onder meer voor RK Metaloplastika en FC Barcelona-Cifec.

## Palmares

### Club
Met Metaloplastika werd hij zeven keer Joegoslavisch landskampioen en won hij in 1985 en 1986 de EHF Champions League.
Met Barcelona werd hij vier keer Spaans landskampioen en won hij in 1991 de EHF Champions League.

### Nationale ploeg
Op de Olympische Spelen van 1984 in Los Angeles won hij de gouden medaille met Joegoslavië, nadat men in de finale West-Duitsland had verslagen. Vujović speelde zes wedstrijden en scoorde 28 doelpunten.
Vier jaar later won hij de bronzen medaille met Joegoslavië op de Olympische Spelen van 1988 in Seoel. Vujović speelde zes wedstrijden en scoorde 29 doelpunten.

### Individueel
Vujović werd tweemaal uitgeroepen tot Joegoslavisch handballer van het jaar en werd in 1986 Joegoslavisch sporter van het jaar.
In 1988 kreeg hij de titel van IHF Beste speler van het jaar, de prijs die aan de beste handballer ter wereld wordt uitgereikt.

## Spelerscarrière
- ?-1979: RK Lovcén Cetinje
- 1979-1988: RK Metaloplastika
- 1988-1993: FC Barcelona-Cifec
- 1993-1995: BM Granollers

## Trainerscarrière
- 2000-2002 : BM Ciudad Real
- jeugd Servië-Montenegro
- RK Vardar Skopje
- sinds 2010 in Qatar werkzaam

 Veselin Vujović (1988) ·
 Kang Jae-won (1989) ·
 Magnus Wislander (1990) ·
 Talant Duyshebaev (1994) ·
 Jackson Richardson (1995) ·
 Talant Duyshebaev (1996) ·
 Stéphane Stoecklin (1997) ·
 Daniel Stephan (1998) ·
 Rafael Guijosa (1999) ·
 Dragan Škrbić (2000) ·
 Yoon Kyung-shin (2001) ·
 Bertrand Gille (2002) ·
 Ivano Balić (2003) ·
 Henning Fritz (2004) ·
 Árpád Sterbik (2005) ·
 Ivano Balić (2006) ·
 Nikola Karabatić (2007) ·
 Thierry Omeyer (2008) ·
 Sławomir Szmal (2009) ·
 Filip Jícha (2010) ·
 Mikkel Hansen (2011) ·
 Daniel Narcisse (2012) ·
 Domagoj Duvnjak (2013) ·
 Nikola Karabatić (2014) ·
 Mikkel Hansen (2015) ·
 Nikola Karabatić (2016) ·
 Mikkel Hansen (2018) ·
 Niklas Landin Jacobsen] (2019) ·
 Niklas Landin Jacobsen] (2021)
Zlatan Arnautović · Mirko Bašić · Jovica Elezović · Mile Isaković · Pavle Jurina · Milan Kalina · Slobodan Kuzmanovski · Dragan Mladenović · Zdravko Rađenović · Momir Rnić · Branko Štrbac · Veselin Vujović · Veselin Vuković · Zdravko Zovko
Mirko Bašić · Jožef Holpert · Boris Jarak · Slobodan Kuzmanovski · Muhamed Memić · Alvaro Načinović · Goran Perkovac · Zlatko Portner · Iztok Puc · Rolando Pušnik · Momir Rnić · Zlatko Saračević · Irfan Smajlagić · Ermin Velić · Veselin Vujović